# Acacia maidenii
Acacia maidenii là một loài thực vật có hoa trong họ Đậu. Loài này được F.Muell. miêu tả khoa học đầu tiên.
Loài cây này là loài bản địa Úc (New South Wales, Queensland và Victoria). Nó đã được đưa vào Ấn Độ, (Tamil Nadu) và Argentina, và nó phát triển trên các đồn điền ở Nam Phi. 
Loài keo này thích ánh nắng mặt trời đầy đủ hơn một phần bóng râm và nó thường được tìm thấy ở rìa của rừng mưa nhiệt đới. Chúng phát triển chiều cao lên tới 20 m theo thói quen cương cứng hoặc lan rộng. 